# Ed Holder
Edwin Anthony (Ed) Holder (né le 14 juillet 1954 à Toronto) est un homme politique canadien, membre du Parti conservateur. Il est maire de London de 2018 à 2022.

## Biographie
Membre du Parti conservateur, il représente la circonscription électorale de London-Ouest à la Chambre des communes du Canada où il est élu le 14 octobre 2008. Réélu à l'élection fédérale du 2 mai 2011, il est défait en 2015.
Le 19 mars 2014, il devient ministre d'État aux Sciences et à la Technologie, en succédant à Greg Rickford, qui remplace Joe Oliver aux Ressources naturelles, ayant été nommé ministre des Finances à la suite de la démission de Jim Flaherty la veille .
Le 12 juillet 2018, il annonce sa candidature à l'élection du maire de London. Il est élu le 22 octobre suivant et entre en fonction le 3 décembre pour un mandat de quatre ans.
Il ne se représente pas en 2022.

## Résultats électoraux
|       | Candidat                     | Parti        | # de voix | % des voix |
|       | (x) Ed Holder                | Conservateur | +27 675,  | 44,49 %    |
|       | Doug Ferguson (en)           | Libéral      | +16 652,  | 26,77 %    |
|       | Peter Lawrence Ferguson (en) | NPD          | +16 109,  | 25,9 %     |
|       | Brad Arthur Corbett          | Vert         | +01 703,  | 2,74 %     |
|       | Rod Morley                   | Indépendant  | +00065,   | 0,1 %      |
| Total | Total                        | Total        | 62 204    | 100 %      |

|       | Candidat                     | Parti        | # de voix | % des voix |
|       | Ed Holder                    | Conservateur | +22 556,  | 39,09 %    |
|       | Sue Barnes                   | Libéral      | +20 435,  | 35,42 %    |
|       | Peter Lawrence Ferguson (en) | NPD          | +08 409,  | 14,57 %    |
|       | Monica Jarabek               | Vert         | +05 601,  | 9,71 %     |
|       | Leslie Bartley               | Héritage     | +00253,   | 0,44 %     |
|       | Steve Hunter                 | Progressiste | +00443,   | 0,77 %     |
| Total | Total                        | Total        | 57 697    | 100 %      |